# Joris Demmink
Joris Demmink (Laren (Noord-Holland), 11 december 1947) is een Nederlands voormalig topambtenaar. Hij was van 1 november 2002 tot 1 november 2012 secretaris-generaal van het Nederlandse Ministerie van Justitie (vanaf 14 oktober 2010 Ministerie van Veiligheid en Justitie geheten).

## Opleiding en vroege loopbaan
Na zijn middelbareschoolopleiding gymnasium-b in Hilversum studeerde Demmink van 1966 tot 1971 rechten aan de Rijksuniversiteit Leiden. Tijdens zijn studie was hij lid van het Leidse studentencorps LSV Minerva. Daarna trad hij in dienst van het ministerie van Defensie waar hij van 1971 tot 1973 medewerker was bij de directie Juridische Zaken, afdeling Wetgeving en Publiekrecht. Vervolgens was hij hier plaatsvervangend hoofd afdeling Wetgeving en Publiekrecht, en van 1977 tot 1982 het hoofd van deze afdeling. Inmiddels studeerde hij van 1975 tot 1976 aan het NATO Defense College in Rome.

## Topambtenaar
Van 1982 tot zijn pensionering in 2012 was hij werkzaam bij het ministerie van Justitie. Voordat hij in 2002 secretaris-generaal werd van het ministerie van Justitie, was hij van 1982 tot 1983 plaatsvervangend directeur bij de directie Politie. Van 1983 tot 1988 diende hij als hoofd van de directie Politie, waarna hij tot 1990 hoofddirecteur werd bij de hoofddirectie Organisatie Rechtspleging. Van 1990 tot 1993 vervulde Demmink de functie van directeur-generaal Rechtspleging. In datzelfde jaar werd hij benoemd tot directeur-generaal Internationale Aangelegenheden en Vreemdelingenzaken. Op 1 november 2002 werd hij aangesteld als secretaris-generaal, waarmee hij de hoogste ambtenaar van het departement werd. Op 1 november 2012 ging hij met pensioen.

## Beschuldigingen
Demmink kwam regelmatig in het nieuws vanwege beschuldigingen van strafbare feiten, echter heeft het Openbaar Ministerie nooit aanleiding voor vervolging vastgesteld. Op 20 januari 2014 beval het Gerechtshof 's-Hertogenbosch in een artikel 12 Sv-procedure vervolging (in de zin van een strafrechtelijk onderzoek) van Demmink wegens vermeende verkrachting van twee Turkse jongens in de jaren 90. Drie jaar later, op 18 augustus 2017, stemde het Gerechtshof Arnhem-Leeuwarden in met een kennisgeving van niet verdere vervolging. Het hof oordeelde dat het onderzoek "overtuigend [heeft] aangetoond dat er ten aanzien van de gerezen verdenkingen slechts sprake is van speculaties en veronderstellingen" en concludeerde samen met de advocaat-generaal dat verdere vervolging van Demmink moest worden gestaakt.
- International Standard Name Identifier: 0000 0003 9316 0152
- Nederlandse Thesaurus van Auteursnamen: 327986735
- Parlement.com: vghj1jke3lv9
- Virtual International Authority File: 287355449